# Delta Center
Delta Center é um ginásio localizado em Salt Lake City, Utah (Estados Unidos). É a casa do time de basquetebol Utah Jazz, da NBA e do time de Hóquei no gelo Utah Mammoth, da NHL.

## História

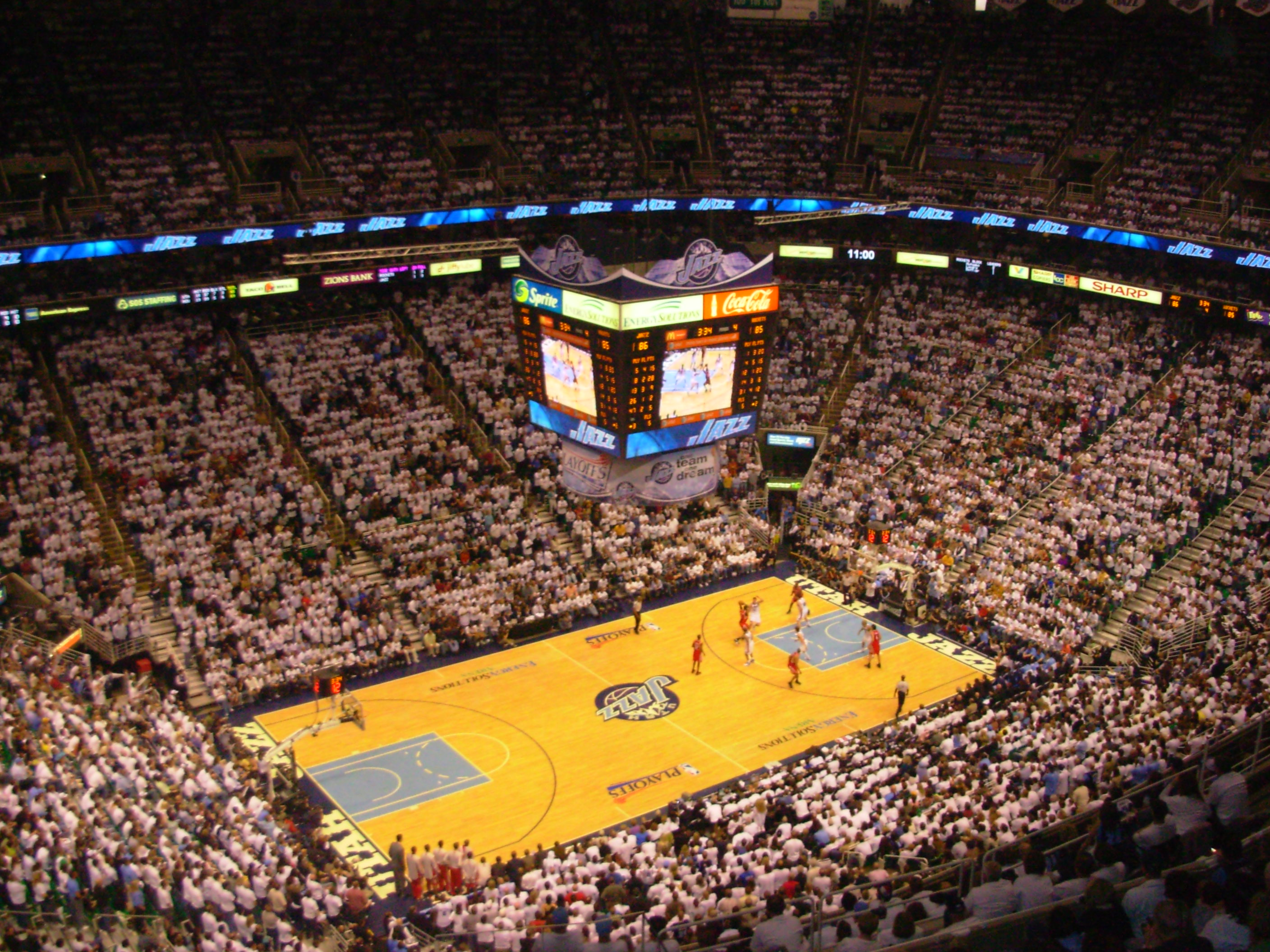
Interior da Arena.

Foi inaugurada em 4 de outubro de 1991, após a Delta Air Lines assinar um naming rights por 20 anos. A mudança de gestão da empresa aérea levou a rescisão do contrato em 2006, permitindo o rebatismo para EnergySolutions Arena, após a compra dos direitos de nome pela empresa de despejo de dejetos nucleares. Em outubro de 2015, a empresa de soluções de segurança Vivint comprou os direitos do nome do ginásio. Em janeiro de 2023, foi anunciado o retorno da nomenclatura original da arena, após a Delta Air Lines readquirir os naming rights da mesma. A mudança passou a valer em julho do  mesmo ano.
Já foi casa do time de hóquei no gelo Utah Grizzlies (atualmente jogando na vizinha West Valley City) entre 1995 e 1997, do extinto Utah Blaze da Arena Football League entre 2006 e 2008 e entre 2011 e 2013, e do time de basquetebol feminino Utah Starzz, atual San Antonio Stars, da WNBA.
Recebeu o All-star game da NBA de 1993, etapas regionais do Campeonato Universitário, e as provas de patinação artística e Patinação de Velocidade em Pista Curta dos Jogos Olímpicos de Inverno de 2002.
A arena também recebe inúmeros eventos musicais, como um show esgotado de Britney Spears pela The Circus Starring: Britney Spears em 2009. 
Foi confirmado como um dos locais dos Jogos Olímpicos de Inverno de 2034, mas agora, ficando com o Hóquei no gelo.